# الكسندرا كونتيسة فردريكسبورج
الكسندرا كونتيسة فردريكسبورج (بالدنماركية: Alexandra af Frederiksborg)‏ (30 يونيو 1964) الزوجة الأولى ليواكيم أمير الدنمارك الابن الأصغر للملكة مارغريت الثانية.

## روابط خارجية
- الكسندرا كونتيسة فردريكسبورج على موقع IMDb (الإنجليزية)